# Juan Zapata de Cárdenas
Juan Zapata de Cárdenas o Juan Ramírez de Zapata (Madrid, ? - Palencia, 1577) fue un eclesiástico y hombre de estado español, obispo de Palencia y presidente de la Real Chancillería de Valladolid.
| Predecesor: Cristóbal Fernández de Valtodano | Obispo de Palencia 1570 – 1577 | Sucesor: Álvaro de Mendoza |